# Antonio Buonfiglio
Antonio Buonfiglio (Roma, 2 novembre 1968) è un politico italiano.

## Biografia
Vive a Roma; laureato in giurisprudenza, è specializzato in diritto del lavoro.

### Attività politica
Nel 2006 è eletto deputato alla Camera dei deputati per Alleanza Nazionale. È membro della XIII commissione (agricoltura).
Nel 2008 è rieletto al Parlamento per il Popolo della Libertà, nella circoscrizione Puglia, ed è chiamato al governo per coadiuvare il ministro Luca Zaia come sottosegretario all'Agricoltura. È cofondatore del movimento di ispirazione cattolica "Il popolo della Vita".
È stato presidente dell'Agenzia per le erogazioni in agricoltura (AGEA). Il 30 luglio 2010 lascia il gruppo del PDL, e aderisce a Futuro e Libertà per l'Italia.
Il 15 novembre 2010 il Sottosegretario di Stato alle politiche agricole Antonio Buonfiglio insieme al Ministro per le politiche comunitarie Andrea Ronchi, al Vice Ministro dello sviluppo economico Adolfo Urso e al Sottosegretario di Stato all'ambiente Roberto Menia, tutti esponenti del nuovo gruppo finiano Futuro e Libertà per l'Italia si dimettono lasciando il Governo Berlusconi IV a causa della negazione da parte del premier Silvio Berlusconi di dimettersi come aveva invece chiesto il loro leader Gianfranco Fini.
Il 23 settembre 2011 lascia FLI per aderire al Movimento vicino alla presidente del Lazio Renata Polverini e il 3 novembre 2011 formalizza il passaggio al Gruppo misto.
L'8 novembre 2011, è uno dei deputati della maggioranza che non vota il Rendiconto Generale dello Stato 2010 portando alla crisi del Governo Berlusconi IV e le rispettive dimissioni del premier.
Il 9 novembre 2011, Buonfiglio fonda con altri ex esponenti di Futuro e Libertà già usciti da partito per sostenere il Governo Berlusconi e transitati al Gruppo misto Adolfo Urso, Andrea Ronchi e Giuseppe Scalia la componente "Fareitalia per la Costituente Popolare" di cui Buonfiglio è eletto capogruppo e vicepresidente del Gruppo misto.
Alle elezioni regionali nel Lazio del 2018 è candidato al Consiglio regionale in provincia di Roma con Energie per l'Italia, a sostegno del candidato presidente di centro-destra Stefano Parisi, ma non viene eletto.